# Nostalgia (film)
Nostalgia (wł. Nostalghia) – włosko-radziecki dramat filmowy z 1983 roku w reżyserii Andrieja Tarkowskiego.

## Obsada
- Oleg Jankowski – Andriej Gorczakow
- Erland Josephson – Domenico
- Domiziana Giordano – Eugenia
- Patrizia Terreno – żona Andrieja
- Laura De Marchi – pokojówka
- Delia Boccardo – żona Domenika
- Milena Vukotic – urzędniczka

## Produkcja
Zdjęcia kręcono we Włoszech w regionach:
- Lacjum (Rzym; Tuscania, Faleria i Calcata w prowincji Viterbo; opactwo Santa Maria della Gloria w Anagni w prowincji Frosinone; Cittaducale w prowincji Rieti);
- Toskania (Bagno Vignoni i Chiusdino w prowincji Siena);
- Umbria (Otricoli w prowincji Terni)[1][2].